# Sternoplus chicheryi
Sternoplus chicheryi är en skalbaggsart som beskrevs av Franz Antoine 1992. Sternoplus chicheryi ingår i släktet Sternoplus och familjen Cetoniidae. Inga underarter finns listade i Catalogue of Life.